# Pulzarová planeta

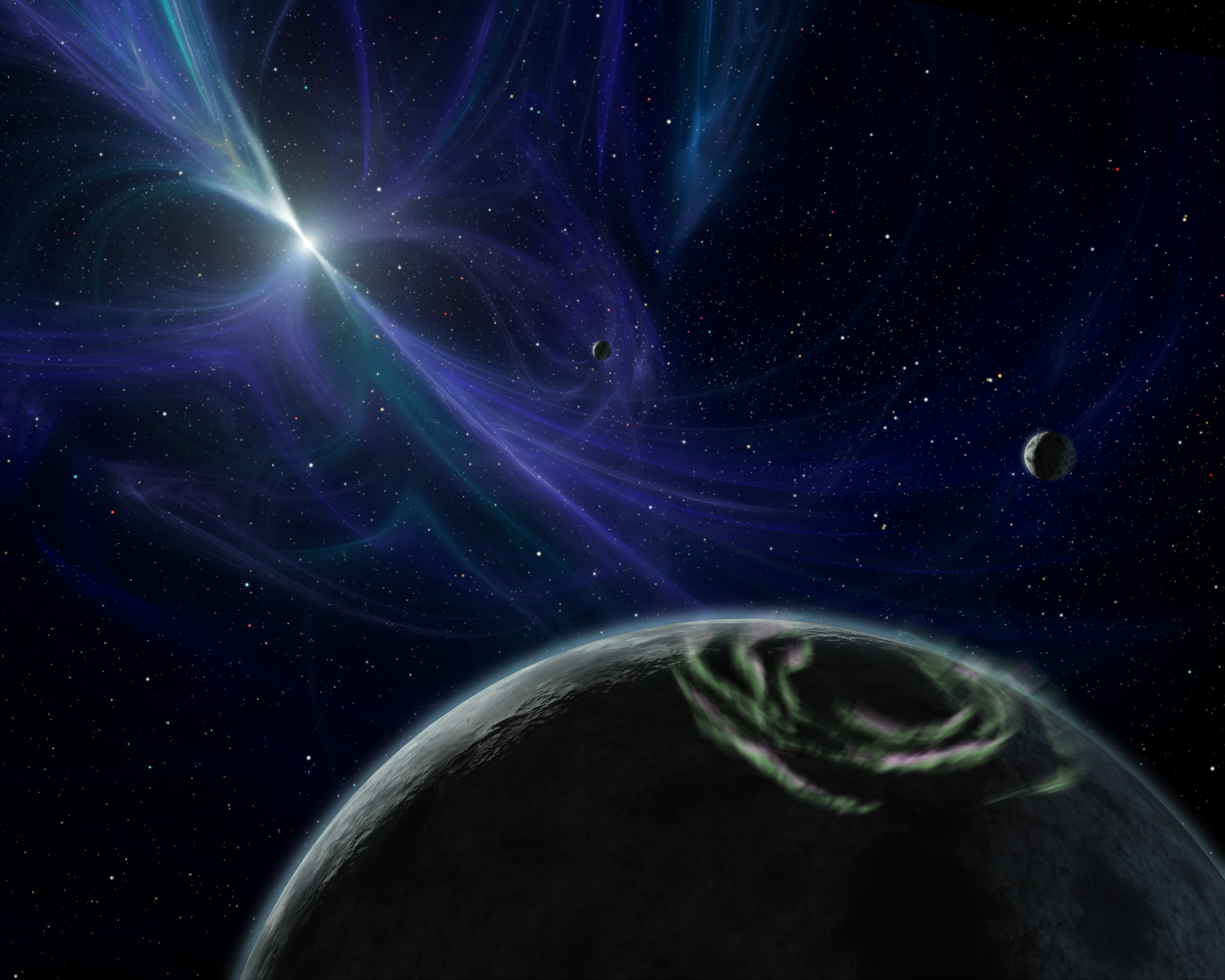
Umělecké zobrazení pulzaru s planetami

Pulzarové planety jsou planety obíhající pulzary. První takové planety byly objeveny v roce 1992 u milisekundového pulzaru a zároveň šlo o první potvrzené exoplanety. Pulzary fungují jako přesné hodiny a i malé planety mohou způsobit detekovatelné změny v jejich signálech. Nejmenší známá exoplaneta je právě pulzarová planeta.
Tyto planety jsou velmi vzácné, v NASA Exoplanet Archive je evidováno jen asi půl tuctu takových objektů. Vznik těchto planet vyžaduje specifické podmínky. Mnohé z nich mohou být exotické, například diamantové planety, vzniklé částečnou destrukcí hvězdného průvodce. Intenzivní záření a částicové větry od pulzarů však pravděpodobně znemožňují existenci života na těchto planetách.

## Vznik
Vznik planet vyžaduje existenci protoplanetárního disku, přičemž většina teorií předpokládá „mrtvou zónu“, kde není turbulence a kde mohou vznikat planetesimály. Pulzary díky své vysoké svítivosti formování těchto zón komplikují. Pro vznik planet je tedy nutný disk s velkou hmotností.
Existuje několik scénářů vzniku pulzarových planet:
- Planety první generace mohou přežít supernovu.[4]
- Planety druhé generace vznikají z materiálu, který spadne zpět na pulzar po supernově.[5]
- Planety třetí generace vznikají destrukcí průvodní hvězdy.[6]

## Příklady
První potvrzené pulzarové planety byly objeveny u PSR B1257+12. Tento systém obsahuje tři planety: jednu malou terestrickou planetu a dvě superzemě. Tyto planety pravděpodobně vznikly z disku zbytků po zničení hvězdného průvodce.
Dalším pozoruhodným systémem je PSR J1719−1438, který hostí „diamantovou planetu“. Tato planeta je pravděpodobně zbytkem průvodní hvězdy, která byla odpařena zářením pulzaru.
Systém kolem PSR B1620−26 obsahuje circumbinární planetu v kulové hvězdokupě. Tato planeta, stará přes 12 miliard let, dokládá, že planety mohou vznikat i v prostředí s nízkým obsahem kovů.

## Pozorování
Pulzary fungují jako velmi přesné hodiny, což umožňuje detekci i velmi malých planet prostřednictvím časování pulzarů. Planety způsobují drobné odchylky v načasování signálů pulzaru díky své gravitaci, která vyvolává měřitelný Dopplerův jev.
Ačkoli metoda časování je účinná, přímé pozorování pulzarových planet je obtížné kvůli jejich unikátnímu prostředí a nízkým emisím světla. Spektroskopická analýza je také komplikována složitým spektrem pulzarů.